# Theodor Wehrmann
Theodor Wehrmann (* 27. Juli 1819 in Vaethen; † 28. November 1892 in Stettin; vollständiger Name Rudolf Theodor Wehrmann) war ein deutscher Gymnasiallehrer. Er wirkte von 1856 bis zu seinem Tode als Provinzialschulrat in Pommern. 

## Leben
Wehrmann stammte aus einer Pastorenfamilie. Er erhielt zunächst Hausunterricht von seinem Vater und besuchte anschließend die Stadtschule in Tangermünde, dann das Domgymnasium Magdeburg, wo er 1837 sein Abitur machte. Er studierte zunächst an der Universität Halle-Wittenberg, dann an der Friedrich-Wilhelms-Universität zu Berlin. In Berlin schrieb er bei Friedrich Adolf Trendelenburg seine Doktorarbeit Introductio in Platonis de summo bono doctrinam, mit der er 1843 zum Dr. phil. promoviert wurde. Im selben Jahr legte er die Staatsprüfung für das höhere Lehramt ab. 
Als Gymnasiallehrer arbeitete er zunächst am Friedrich-Wilhelms-Gymnasium in Berlin, wo er sein Probejahr ablegte, dann in Halberstadt und in Magdeburg. 1853 wurde er Rektor des Stiftsgymnasiums in Zeitz. 
1856 wurde Wehrmann durch den preußischen Kultusminister Karl Otto von Raumer als Provinzialschulrat für das höhere Schulwesen der Provinz Pommern nach Stettin berufen. In diesem Amt wirkte Wehrmann bis zu seinem Tode 1892. In seiner Amtszeit verdoppelte sich die Zahl der höheren Lehranstalten Pommerns von 15 auf 30; an diesen Neugründungen von Gymnasien und Realschulen hat Wehrmann stets persönlichen Anteil genommen.
Wehrmann veröffentlichte Aufsätze, unter anderem in  der Encyklopädie des gesammten Erziehungs- und Unterrichtswesens. Eine Auswahl seiner Vorträge wurde unter dem Titel Griechenthum und Christenthum veröffentlicht (1888). Wehrmann war ein aktives Mitglied der evangelischen Kirche. Er engagierte sich in der Inneren Mission und war Mitglied der Provinzial- und Generalsynoden. 
Sein Sohn war der Historiker Martin Wehrmann (1861–1937).

## Schriften
- Antrittsrede des Rectors, nebst Nachricht von seiner und des Dr. Langguth Einführung. 1854 (Digitalisat)
- Die ältere Geschichte der Stidtsschule. 1854 (Digitalisat)
- Griechenthum und Christenthum. Gesammelte Vorträge. 1888.

## Auszeichnungen und Titel
- Roter Adlerorden 4. Klasse (1861)
- Ernennung zum Geheimen Regierungsrat (1875)
- Roter Adlerorden 3. Klasse (1882)
- Ritter des Königlichen Hausordens von Hohenzollern, Abteilung der Adler (1892)